# 加勒菲斯绿地

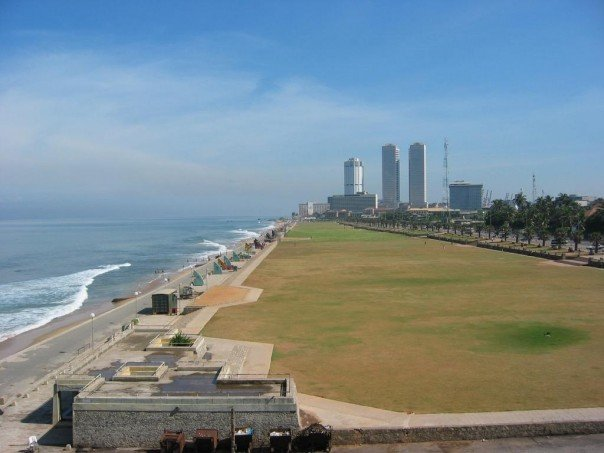
加勒菲斯绿地，毗邻印度洋

加勒菲斯绿地是斯里兰卡科伦坡的金融和商业区中心沿着印度洋海岸绵延半公里的海滨大道。

## 历史
1859年由当时的英属锡兰总督亨利·沃德爵士开辟，并且也用于赛马和高尔夫球场。加勒菲斯绿地在最初比今天大得多，目前占地5公顷，目前为科伦坡最大的开放空间。此处有两个大型酒店：锡兰洲际酒店和加勒菲斯酒店，为斯里兰卡最古老的和最受欢迎的酒店之一，拥有旧世界的旧家具、手工雕刻门、阳台和高高的天花板。
此处的斯里兰卡广播公司是南亚最古老的电台。